# Elymus mendocinus
Elymus mendocinus är en gräsart som först beskrevs av Parodi, och fick sitt nu gällande namn av Áskell Löve. Elymus mendocinus ingår i släktet elmar, och familjen gräs. Inga underarter finns listade i Catalogue of Life.